# Colegio Mayor-Seminario de la Presentación de la Bienaventurada Virgen María en el Templo y Santo Tomás de Villanueva
El Colegio Mayor-Seminario de la Presentación es un seminario católico ubicado en la ciudad de Valencia (España), vinculado a la Diócesis de Valencia, cuyo objetivo es la formación eclesiástica y académica de futuros sacerdotes. 

## Historia
Fundado por Santo Tomás de Villanueva, Arzobispo de Valencia, el 3 de diciembre de 1550, "mediante escritura autorizada por el Notario de Valencia Miguel Real" (Conf. protocolo de Juan Alemany a. 1555, fol CC v.º CCX v.º, que se conserva en el Archivo del Colegio del Corpus Christi (Valencia)).
La importancia de este centro, anticipándose al Concilio de Trento, fue reconocida por Alejandro VII, que en la canonización de Santo Tomás de Villanueva lo calificó como "fecundo seminario de varones ilustres en virtud y letras".

## Organización del Colegio Mayor-Seminario
- Rector: sacerdote, nombrado por el arzobispo de Valencia, que dirige la vida del Colegio Mayor-Seminario.
- Director espiritual: un sacerdote que acompaña la vida espiritual de los colegiales.
- Consiliarios y procurador: elegidos entre los colegiales, participan en la gestión y asuntos que afectan al Colegio Mayor-Seminario.
- Colegiales: seminaristas que residen en el Colegio que se forman para recibir el Orden del presbiterado.
- Visitador: un canónigo de la Iglesia Valentina, maestro en Teología o Doctor en Derecho que asesora y juzga la vida, costumbres y honestidad del Rector y de los demás moradores del Colegio Mayor-Seminario.

Además, encontramos personal para atender y servir las necesidades del Colegio: cocinero, servidores comunes y bibliotecario.

## Biblioteca
Considerada una de las bibliotecas más antiguas de Valencia. Es una biblioteca especializada en teología, con fondos del s. XVI hasta nuestros días. Posee alrededor de 3000 registros bibliográficos de fondo antiguo (s. XVI-XIX) y más de 16000 referencias únicas de fondo moderno disponibles en su catálogo.
La biblioteca está considerada Patrimonio Documental, su fondo antiguo está incluido en el Catálogo Colectivo de Patrimonio Bibliográfico Valenciano y en el Catálogo Colectivo del Patrimonio Bibliográfico Español.
La biblioteca puede ser consultada por cualquier colegial, formador y excolegial, además de todos los seminaristas y miembros de la Archidiócesis de Valencia. Los investigadores pueden acceder a las instalaciones previa solicitud.